# Mokscha
Die Mokscha (russisch Мо́кша; mokscha-mordwinisch Йов / Jow) ist ein 656 km langer rechter Nebenfluss der Oka in Zentralrussland.
Wie der Fluss heißt auch eine der beiden großen Volksgruppen der Mordwinen, die hauptsächlich in seinem Einzugsbereich siedelnden Mokscha-Mordwinen. Diese sprechen den gleichnamigen, teilweise auch als eigenständige Sprache angesehenen Dialekt der mordwinischen Sprache, das Mokschanische.

## Verlauf
Die Mokscha entspringt auf einer Höhe von etwa 240 m im Nordwestteil der Wolgaplatte, etwa 35 Kilometer westlich der Stadt Pensa. Zunächst durchfließt sie in zumeist nördlichen bis westlichen Richtungen das hügelige Gebiet der Wolgaplatte; im Unterlauf erreicht sie die Oka-Don-Ebene und mündet schließlich gut 30 Kilometer südöstlich von Kassimow in die Oka.
Der Fluss durchfließt zunächst durch die Oblast Pensa, dann die Republik Mordowien (abschnittsweise entlang ihrer Grenze zur Oblast Nischni Nowgorod) und im Unterlauf die Oblast Rjasan. Direkt am Fluss liegen die Städte Kowylkino, Krasnoslobodsk und Temnikow, im Einzugsgebiet die u. a. die Großstadt Tambow.
Oberhalb der Mündung ist der Fluss etwa 100 Meter breit und drei Meter tief; seine Fließgeschwindigkeit beträgt hier 0,2 m/s.

## Hydrografie
Das Einzugsgebiet der Mokscha umfasst 51.000 km².
Die Mokscha gefriert zwischen November/Anfang Dezember und April. Ihre mittlere monatliche Wasserführung beträgt 72 Kilometer oberhalb der Mündung 95 m³/s (Minimum im Winter 8,5 m³/s, Maximum während der Schneeschmelze im April 2360 m³/s). Im Unterlauf hält das Hochwasser gewöhnlich bis in den Mai an. 
Die wichtigsten Nebenflüsse sind von rechts Issa, Siwin, Satis und Jermisch, von links Atmis, Wad und Zna, der mit Abstand bedeutendste Nebenfluss, welcher zudem viel länger als die Mokscha selbst ist.

## Sehenswürdigkeiten
Drei Kilometer nordwestlich der Stadt Temnikow liegt am linken Ufer der Mokascha das 1659 gegründete Sanaksar-Gottesmutter-Geburts-Kloster (Рождество-Богородичный Санаксарский монастырь/Roschdestwo-Bogoroditschny Sanaksarski monastyr), welches im 18. Jahrhundert eines der bedeutendsten religiösen Zentren Russlands war.

## Wirtschaft und Infrastruktur
Der Unterlauf der Mokscha ist bis Kadom schiffbar, wird aber seit Mitte der 1990er nicht mehr regulär befahren.
An der Mokscha wurden in den 1950er Jahren mehrere kleine Wasserkraftwerke errichtet. Das größte wurde 1955 etwa zwei Kilometer unterhalb der Zna-Mündung eröffnet und als einziges mit Schleusen ausgerüstet, um den Schiffsverkehr bis Kadom sowie auf der Zna zu gewährleisten.
Im Bereich der Mokschaquelle verlaufen die Eisenbahnstrecke Rjaschsk–Pensa–Sysran und die Erdölleitung Freundschaft. Bei Kowylkino kreuzt die Bahnstrecke Moskau–Rjasan–Rusajewka–Sysran den Fluss.
Bei der Siedlung Mokschan überquert die Fernstraße M5 Moskau–Samara–Tscheljabinsk den Oberlauf des Flusses, Regionalstraßen queren ihn u. a. bei Krasnoslobodsk und Temnikow.